# Bao Xin
En aquest nom xinès, el cognom és Bao.
Bao Xin (152 - 192) va ser un general militar que va viure durant el període de la tardana Dinastia Han Oriental de la història xinesa. En un principi, participà en la campanya imperial contra els Turbants Grocs juntament amb altres senyors de la guerra regionals. Després de l'alçament del tirànic Dong Zhuo, qui usurpà el poder de la Cort Imperial, Bao s'uní a la campanya contra Dong Zhuo. Durant la batalla al Pas de Sishui, va desobeir les ordres del líder de l'aliança Yuan Shao i donà instruccions al seu germà menor, Bao Zhong, d'enfrontar-se al comandant enemic Hua Xiong, amb al voltant de 5.000 soldats de cavalleria cuirassada. Això no obstant, l'atac fracassà i Zhong Bao va ser mort.
Més tard va servir sota el domini de Xiahou Dun, un dels més importants generals de Cao Cao. Fou mort en el 192 en un assalt contra un dels bastions dels rebels del Turbant Groc, a Shouzhang (al sud-oest de l'actual Comtat Dongping).

## Família
- Germà: Bao Zhong
- Fill: Bao Xun

## Nomenaments i títols en possessió
- Comandant de Cavalleria (騎都尉)
- General que Derrota als Caitiffs (破虜將軍)
- Canceller de Jibei (濟北相)